# Lockheed CL-1200
El Lockheed CL-1200 Lancer fue una propuesta financiada por la compañía Lockheed Corporation a finales de la década de 1960 para un avión de combate basado en el Lockheed F-104 Starfighter. El CL-1200 fue concebido y comercializado principalmente para servicios militares no estadounidenses, como producto de exportación. Como tal, habría competido con diseños probados en combate como el Dassault Mirage III, el McDonnell Douglas F-4 Phantom II, el Mikoyan-Gurevich MiG-21 y el Northrop F-5E Tiger II. El CL-1200 compitió sin éxito contra los diseños propuestos de cuarta generación, bajo el programa Lightweight Fighter del gobierno de Estados Unidos, que finalmente daría como resultado el General Dynamics F-16 y el Northrop F-17 Cobra (precursor del McDonnell Douglas F/A-18).siendo así cancelado